# Ковзанярський спорт на зимових Олімпійських іграх 2022
Змагання з ковзанярського спорту на зимових Олімпійських іграх 2022 тривали з 5 до 19 лютого 2022 року на Національному ковзанярському стадіоні в Пекіні (Китай). Розіграно 14 комплектів нагород (по 7 серед чоловіків та жінок).

## Кваліфікація
У рамках програми Міжнародного олімпійського комітету, спрямованої на гендерну рівність, на турнір з ковзанярського спорту виділено однакову кількість квот для чоловіків та жінок (по 83 квоти). Порівняно із зимовими Олімпійськими іграми 2018 року скоротили кількість місць у змаганнях серед чоловіків, на 17 місць, водночас серед жінок кількість місць збільшили на 3. Загальна кількість спортсменів кожної статі для національного олімпійського комітету (НОК) не має перевищувати 16 (по 8 чоловіків та жінок). Розподіл квот відбудеться за підсумками чотирьох етапів Кубка світу 2021-2022. У кожній дисципліні НОК можуть представляти щонайбільше три спортсмени, за винятком 5000 м (серед жінок), 10 000 м і мас-старту, в яких можуть взяти участь не більш як два спортсмени від одного НОК.

## Розклад
Вказано місцевий час (UTC+8)
| День    | Дата                | Час         | Дисципліна                         |
| ------- | ------------------- | ----------- | ---------------------------------- |
| День 1  | Субота, 5 лютого    | 16:30-17:51 | 3000 метрів (жінки)                |
| День 2  | Неділя, 6 лютого    | 16:30-18:15 | 5000 метрів (чоловіки)             |
| День 3  | Понеділок, 7 лютого | 16:30-17:50 | 1500 метрів (жінки)                |
| День 4  | Вівторок, 8 лютого  | 18:30-19:50 | 1500 метрів (чоловіки)             |
| День 6  | Четвер, 10 лютого   | 20:00-21:16 | 5000 метрів (жінки)                |
| День 7  | П'ятниця, 11 лютого | 16:00–17:55 | 10 000 метрів (чоловіки)           |
| День 8  | Субота, 12 Лютого   | 16:00-17:34 | Перегони переслідування (жінки)    |
| День 8  | Субота, 12 Лютого   | 16:00-17:34 | 500 метрів (чоловіки)              |
| День 9  | Неділя, 13 лютого   | 21:00-22:37 | Перегони переслідування (чоловіки) |
| День 9  | Неділя, 13 лютого   | 21:00-22:37 | 500 метрів (жінки)                 |
| День 11 | Вівторок, 15 Лютого | 14:30-16:53 | Перегони переслідування (чоловіки) |
| День 11 | Вівторок, 15 Лютого | 14:30-16:53 | Перегони переслідування (жінки)    |
| День 13 | Четвер, 17 лютого   | 16:30-17:42 | 1000 метрів (жінки)                |
| День 14 | П'ятниця, 18 лютого | 16:30-17:40 | 1000 метрів (чоловіки)             |
| День 15 | Субота, 19 лютого   | 15:00–17:15 | Мас-старт (чоловіки)               |
| День 15 | Субота, 19 лютого   | 15:00–17:15 | Мас-старт (жінки)                  |

## Чемпіони та призери

### Таблиця медалей
| Місце               | Країна                     | Золото | Срібло | Бронза | Загалом |
| ------------------- | -------------------------- | ------ | ------ | ------ | ------- |
| 1                   | Нідерланди                 | 6      | 4      | 2      | 12      |
| 2                   | Швеція                     | 2      | 0      | 0      | 2       |
| 3                   | Канада                     | 1      | 3      | 1      | 5       |
| 3                   | Японія                     | 1      | 3      | 1      | 5       |
| 5                   | Норвегія                   | 1      | 0      | 2      | 3       |
| 5                   | США                        | 1      | 0      | 2      | 3       |
| 7                   | Бельгія                    | 1      | 0      | 0      | 1       |
| 7                   | Китай*                     | 1      | 0      | 0      | 1       |
| 9                   | Південна Корея             | 0      | 2      | 2      | 4       |
| 10                  | Італія                     | 0      | 1      | 2      | 3       |
| 11                  | Олімпійський комітет Росії | 0      | 1      | 1      | 2       |
| 12                  | Чехія                      | 0      | 0      | 1      | 1       |
| Загалом (12 збірні) | Загалом (12 збірні)        | 14     | 14     | 14     | 42      |

### Чоловіки
| Дисципліна                       | Золото                                                                  | Золото          | Срібло                                                                    | Срібло    | Бронза                                                         | Бронза    |
| -------------------------------- | ----------------------------------------------------------------------- | --------------- | ------------------------------------------------------------------------- | --------- | -------------------------------------------------------------- | --------- |
| 500 метрів                       | Гао Тін'юй · Китай                                                      | 34.32 OR        | Чха Мін Гю · Південна Корея                                               | 34.39     | Ватару Морісіґе · Японія                                       | 34.50     |
| 1000 метрів                      | Томас Крол · Нідерланди                                                 | 1:07.92         | Лоран Дюбрей · Канада                                                     | 1:08.32   | Говард Гольмефйорд Лорентцен · Норвегія                        | 1:08.48   |
| 1500 метрів                      | К'єлд Нойс · Нідерланди                                                 | 1:43.21 OR      | Томас Крол · Нідерланди                                                   | 1:43.55   | Кім Мін Сок · Південна Корея                                   | 1:44.24   |
| 5000 метрів                      | Нільс ван дер Пул · Швеція                                              | 6:08.84 OR      | Патрік Руст · Нідерланди                                                  | 6:09.31   | Галлґейр Енґебротен · Норвегія                                 | 6:09.88   |
| 10000 метрів                     | Нільс ван дер Пул · Швеція                                              | 12:30.74 WR, OR | Патрік Руст · Нідерланди                                                  | 12:44.59  | Давіде Гьотто · Італія                                         | 12:45.98  |
| Масстарт                         | Барт Свінгс · Бельгія                                                   | 63 points       | Чон Чхе Вон · Південна Корея                                              | 40 points | Лі Син Хун · Південна Корея                                    | 20 points |
| Командні перегони переслідування | Норвегія · Галлґейр Енґебротен · Педер Конґшеуґ · Сверре Лунде Педерсен | 3:38.07         | Олімпійський комітет Росії Данило Алдошкін Сергій Трофімов Руслан Захаров | 3:40.46   | США · Кейсі Доусон · Емері Леман · Джой Мантія · Ітен Сеп'юран | 3:38.81   |

### Жінки
| Дисципліна                       | Золото                                                    | Золото     | Срібло                                         | Срібло    | Бронза                                                                             | Бронза    |
| -------------------------------- | --------------------------------------------------------- | ---------- | ---------------------------------------------- | --------- | ---------------------------------------------------------------------------------- | --------- |
| 500 метрів                       | Ерін Джексон · США                                        | 37.04      | Міхо Такаґі · Японія                           | 37.12     | Ангеліна Голікова · Олімпійський комітет Росії                                     | 37.21     |
| 1000 метрів                      | Міхо Такаґі · Японія                                      | 1.13.19    | Ютта Лердам · Нідерланди                       | 1.13.83   | Бріттані Боу · США                                                                 | 1.14.61   |
| 1500 метрів                      | Ірен Вюст · Нідерланди                                    | 1:53.28 OR | Міхо Такаґі · Японія                           | 1:53.72   | Антуанетте де Йонг · Нідерланди                                                    | 1:54.82   |
| 3000 метрів                      | Ірене Схаутен · Нідерланди                                | 3:56.93 OR | Франческа Лоллобриджида · Італія               | 3:58.06   | Ізабель Вайдеман · Канада                                                          | 3:58.64   |
| 5000 метрів                      | Ірене Схаутен · Нідерланди                                | 6:43.51 OR | Ізабель Вайдеман · Канада                      | 6:48.18   | Мартіна Сабликова · Чехія                                                          | 6:50.09   |
| Масстарт                         | Ірене Схаутен · Нідерланди                                | 60 points  | Івані Блонден · Канада                         | 40 points | Франческа Лоллобриджида · Італія                                                   | 20 points |
| Командні перегони переслідування | Канада · Івані Блонден · Валері Мальте · Ізабель Вайдеман | 2:53.44 OR | Японія · Аяно Сато · Міхо Такаґі · Нана Такаґі | 3:04.47   | Нідерланди · Марейке Ґруневауд · Ірене Схаутен · Ірен Вюст · Антуанетте де Йонг[a] | 2:56.86   |

a Ковзанярі та ковзанярки, що не взяли участь у заїздах за медалі, але здобули їх завдяки участі в попередніх раундах.

## Країни-учасниці
У змаганнях з ковзанярського спорту на Олімпійських іграх у Пекіні взяли участь спортсмени 27-ми країн.
- Аргентина
- Австрія
- Білорусь
- Бельгія
- Канада
- Китай
- Китайський Тайбей
- Колумбія
- Чехія
- Данія
- Естонія
- Німеччина
- Велика Британія
- Італія
- Японія
- Казахстан
- Латвія
- Нідерланди
- Нова Зеландія
- Норвегія
- Польща
- Олімпійський комітет Росії
- Румунія
- Південна Корея
- Швеція
- Швейцарія
- США